# Sphenophryne coggeri
Sphenophryne coggeri es una especie de anfibio anuro de la familia Microhylidae. Esta rana solo se ha encontrado en dos zonas de las montañas de Papúa Nueva Guinea, una en la provincia de Madang y la otra en la provincia de las Tierras Altas del Sur en altitudes entre los 2200 y los 2400 metros. Es una especie terrestre que habita en bosques de montaña primarios cerca de pastizales. Se cree que se reproduce por desarrollo directo como otras especies de su género.